# Mljet
Mljet (italsky Meleda, latinsky Melitussa) je ostrov v Jaderském moři, který administrativně patří k Dubrovnicko-neretvanské župě v Chorvatsku. Má rozlohu necelých 100 km². Ostrov je 37 km dlouhý a široký maximálně 3 km. Na ostrově žije 1089 obyvatel (2011) v několika osadách, z nichž nejvýznamnější je Babino Polje. Jiná významná je například Sobra, kde se nachází jediná čerpací stanice na ostrově pro auta i lodě. V osadě se nachází také přístav, který má spojení trajektem s osadou Prapratno ležící na poloostrově Pelješac, asi 40 km severně od Dubrovníku. Nejvyšším bodem je Veli Grad o nadmořské výšce 513 m.
Mljet je nejlesnatějším velkým ostrovem v Chorvatsku, když 72 % jeho rozlohy pokrývají lesy. V západní části ostrova byl 12. listopadu 1960 vyhlášen národní park Mljet. Na ostrově se nachází také geologicky zajímavá oblast Zakamenica. Dvě laguny Veliko a Malo jezero jsou propojeny úzkým průlivem, na větším jezeře se nachází ostrůvek, kde byl ve dvanáctém století vybudován klášter svaté Marie. K významným památkám patří také antické ruiny u vesnice Polače a renesanční palác dubrovnického místodržícího.
O ostrově se poprvé zmínil Skylaks z Kariandy. Ve starověku nesl název Melita (Medový ostrov). Aristide Vučetić označil Mljet za ostrov Ogýgie, který je zmiňovaný v Odysseji. Na jižním pobřeží ostrova se nachází Odysseova jeskyně.
Na Mljetu byla počátkem dvacátého století vysazena promyka mungo, která zredukovala populaci jedovatých hadů. Okolní moře obývá ohrožený tuleň středomořský.
Podle ostrova je pojmenována kožní nemoc mal de Meleda.